# Solaris (síncrotron)
Solaris é o primeiro síncrotron construído na Polônia, sob o apoio financeiro da Universidade Jagiellonian. Está localizado no campus do 600º aniversário do renascimento da Universidade Jagiellonian, na parte sul da Cracóvia. É a instalação central do Centro Nacional de Radiação Síncrotron SOLARIS (em polonês/polaco:  Narodowe Centrum Promieniowania Synchrotronowego) e funciona desde 2015. 
O Centro Nacional de Radiação Síncrotron SOLARIS foi construído entre 2011 e 2014. O investimento foi cofinanciado pela União Europeia com recursos do Fundo Europeu de Desenvolvimento Regional, como parte do Programa Operacional de Economia Inovadora para 2007-2013.
É nomeado em homenagem ao título de um romance do escritor polonês de ficção científica Stanislaw Lem, que viveu e trabalhou em Cracóvia. 

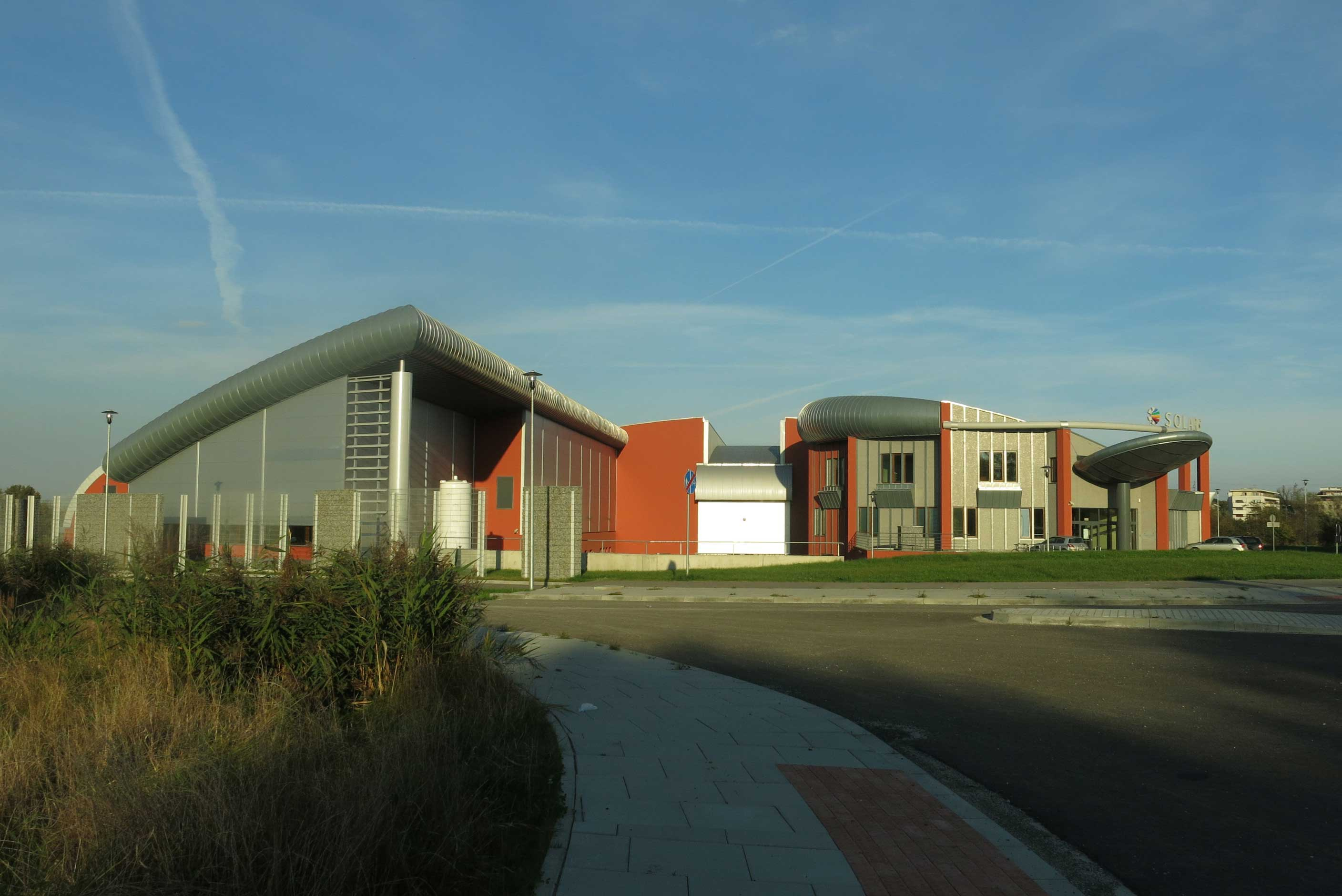
Vista do prédio
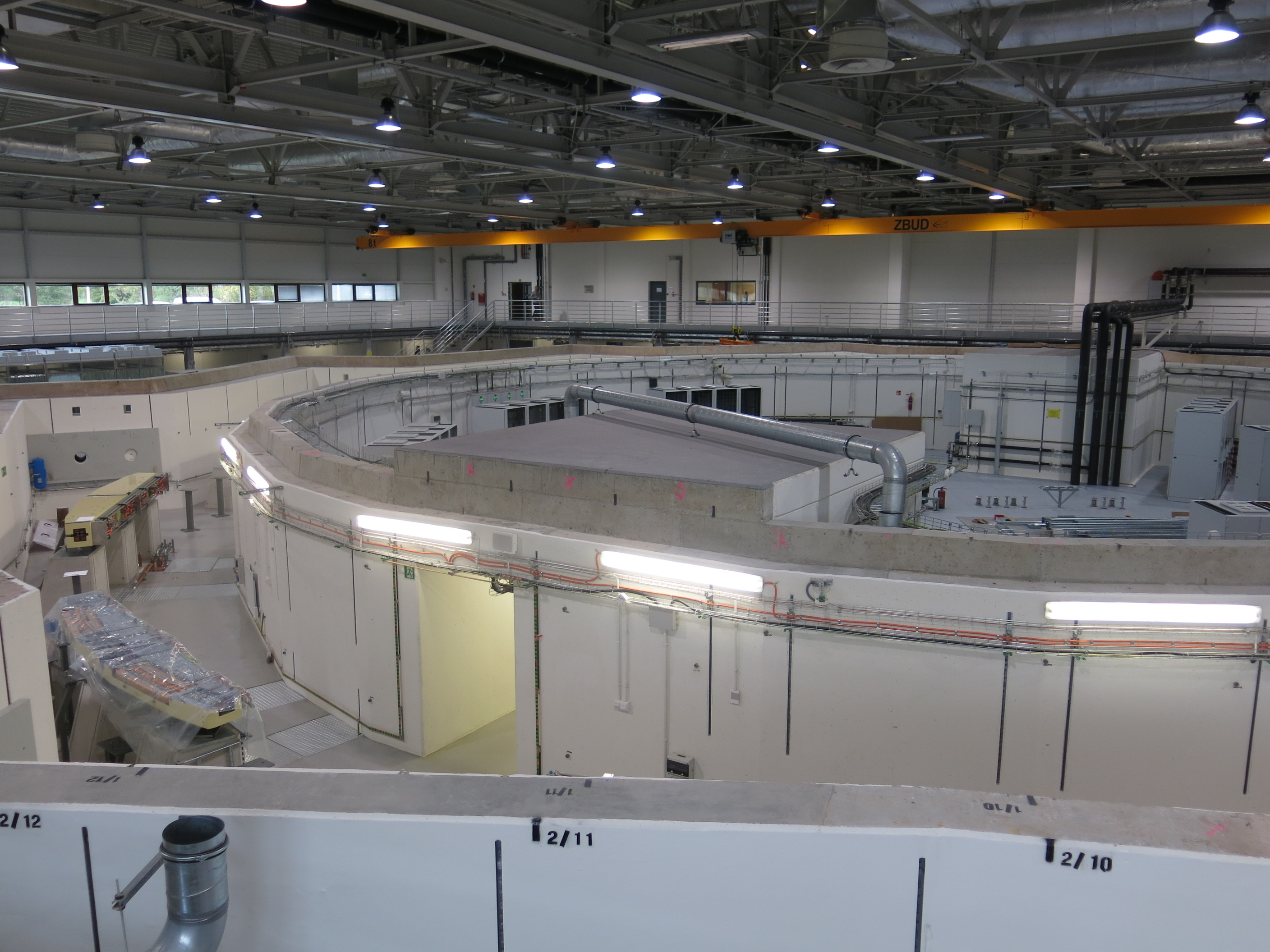
Vista do anel de armazenamento e área experimental durante construção, 2014
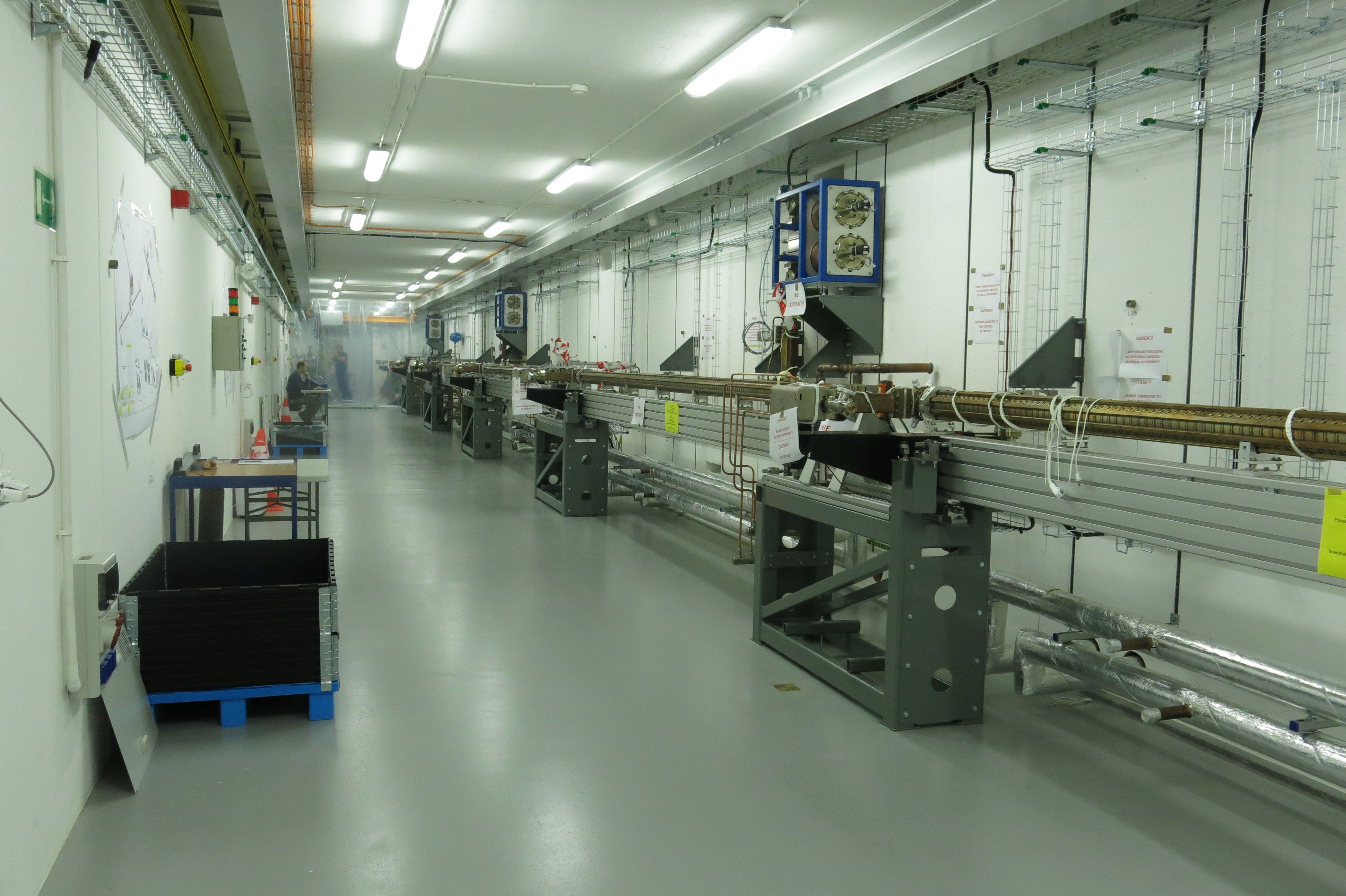
LINAC
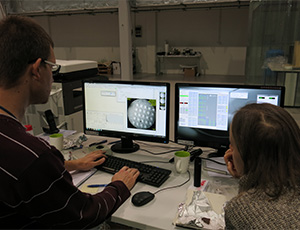
Cientistas durante experimentos/leituras de amostras

## Pesquisa
O SOLARIS está aberto a todos os cientistas interessados, da Polônia e do exterior. As chamadas para propostas são anunciadas duas vezes durante um ano (na primavera e no outono). O acesso à infraestrutura para cientistas é gratuito. 

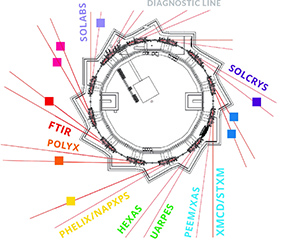
Linhas de luz atuais e planejadas do SOLARIS - 2019

## Parâmetros
Os principais parâmetros do anel de armazenamento SOLARIS: 
- Energia: 1,5 GeV
- Corrente máx. : 500 mA
- Circunferência: 96 m
- Principal freqüência de RF: 99,93 MHz
- Número máx. de pacotes circulantes: 32
- Emitância horizontal (sem dispositivos de inserção): 6 nm rad
- Acoplamento: 1%
- Ajuste Qx, Qy: 11,22; 3,15
- Cromaticidade natural ξx, ξy: -22.96, -17.14
- Cromaticidade corrigida ξx, ξy: +1, +1
- Tamanho do feixe de elétrons (centro da seção reta) σx, σy: 184   µm, 13   µm
- Tamanho do feixe de elétrons (centro dipolar) σx, σy: 44 μm, 30 μm
- Número máx. de dispositivos de inserção: 10
- Compactação de momento: 3,055 x 10-3
- Vida útil total dos elétrons: 13 h